# Шерман, Исай Львович
Иса́й Льво́вич Ше́рман (28 декабря 1911  [10 января 1912], Бахмут, Екатеринославская губерния — 15 декабря 1989, Харьков) — советский историк и историограф, доктор исторических наук (1966), преподаватель Харьковского государственного университета (1945—1989).

## Биография
Родился в семье служащего. В 1927 году окончил 7-летнюю школу и поступил в фабрично-заводское училище при одном из заводов г. Луганск. В 1929 году стал студентом исторического факультета сначала Луганского, а затем Харьковского педагогического института. В 1933 году, после окончания пединститута, работал научным сотрудником, директором Всеукраинского центрального архива древних актов (Харьков). Свою работу в архиве совмещал с учебой в аспирантуре при Центральном архивном управлении УССР.

### Образовательная и научная деятельность
После окончания аспирантуры работал преподавателем Харьковского педагогического института (1936—1941).
В конце 1930-х годах работал директором Всеукраинского центрального архива революции (Харьков). В 1939—1942 годах — начальник кафедры социально-экономических дисциплин в школе НКВД СССР (сначала школа находилась в Харькове, а с 1941 — в Москве). В 1942—1945 — ученый археограф Главного архивного управления НКВД СССР. Защитил кандидатскую диссертацию «Разгром григорьевщины» (МГУ, 1942).
По возвращении в 1945 году в Харьков продолжил прерванную педагогическую работу. С 1945 по 1956 годы — преподаватель, доцент исторического факультета Харьковского пединститута. В 1945—1956 по совместительству читал лекции на историческом факультете Харьковского государственного университета. С 1956 года — доцент кафедры истории СССР ХГУ. С 1964 года — доцент, профессор, заведующий (1972—1984) кафедрой историографии, вспомогательных исторических дисциплин и методики истории (с 1978 года — кафедры историографии, источниковедения и археологии). Параллельно читал лекции в Харьковском театральном институте и Институте культуры. Защитил докторскую диссертацию «Советская историография гражданской войны в СССР» (ХГУ, 1966).
Опубликовал более 100 научных, научно-популярных работ и учебно-методических пособий. Под научным руководством И. Л. Шермана защищено 12 кандидатских диссертаций.
В ХГУ читал общие и специальные лекционные курсы по истории СССР, источниковедению, историографии, археографии, исторической библиографии и др. Член редколлегии «Вестника Харьковского университета» (серия « История»). До 1989 году возглавлял Харьковскую региональную секцию Комиссии АН СССР по историографии и источниковедению.
Имел правительственные награды. Награждён знаком «Отличник народного образования УССР» (1951).

### Смерть
Умер 15 декабря 1989 года, похоронен на 13-м городском кладбище в Харькове.

## Основные труды
- Русские исторические источники X—XVIII вв. (Х., 1959).
- Історія колективізації сільського господарства Української РСР, 1917—1937 рр. у 3 томах (К., 1962, 1965, 1971, у співавторстві).
- Радянське будівництво на Україні в роки громадянської війни (1919—1920) (К., 1962, у співавторстві).
- Советская историография гражданской войны в СССР (1920—1931) (Х., 1964).
- В. И. Ленин — историк советского общества (Х., 1969, в соавторстве).
- Советская историография истории СССР (Х., 1976, в соавторстве).